# Петра Рацлавська
Петра Рацлавська (чеськ. Petra Raclavská; нар. 26 лютого 1973) — колишня чеська тенісистка.
Найвищу одиночну позицію світового рейтингу — 234 місце досягла 20 березня 2000, парну — 136 місце — 14 серпня 1995 року.
Здобула 6 одиночних та 22 парні титули туру ITF.
Завершила кар'єру 2001 року.

## Фінали ITF
| Легенда          |
| ---------------- |
| турніри $100,000 |
| $75,000 турніри  |
| $50,000 турніри  |
| турніри $25,000  |
| турніри $10,000  |

### Одиночний розряд: 11 (6–5)
| Результат | Ранг | Дата              | Турнір                        | Покриття | Суперниця           | Рахунок          |
| --------- | ---- | ----------------- | ----------------------------- | -------- | ------------------- | ---------------- |
| Поразка   | 1.   | 27 травня 1991    | ITF Катовиці, Польща          | Ґрунт    | Сильвія Штефкова    | 2–6, 6–2, 6–7    |
| Поразка   | 2.   | 15 серпня 1994    | ITF Бергіш-Гладбах, Німеччина | Ґрунт    | Кароліна Петршикова | 6–4, 2–6, 3–6    |
| Перемога  | 1.   | 303 червня 1996   | ITF Марибор, Словенія         | Ґрунт    | Гана Шромова        | 6–4, 4–6, 7–6    |
| Перемога  | 2.   | 25 серпня 1996    | ITF Валашке Мезиржичі, Чехія  | Ґрунт    | Зузана Валекова     | 0–6, 6–3, 6–2    |
| Поразка   | 3.   | 12 квітня 1999    | ITF Хвар, Хорватія            | Ґрунт    | Мервана Югич-Салкич | 4–6, 4–6         |
| Перемога  | 3.   | 19 квітня 1999    | ITF Хвар, Хорватія            | Ґрунт    | Мервана Югич-Салкич | 7–5, 6–3         |
| Перемога  | 4.   | 2 серпня 1999     | ITF Торунь, Польща            | Ґрунт    | Шеллі Стефенс       | 6–2, 6–4         |
| Перемога  | 5.   | 22 листопада 1999 | ITF Майорка, Іспанія          | Ґрунт    | Урсула Светлік      | 4–6, 7–6(5), 6–2 |
| Перемога  | 6.   | 14 лютого 2000    | ITF Печ, Угорщина             | Ґрунт    | Клара Коукалова     | 6–4, 7–6(4)      |
| Поразка   | 4.   | 10 липня 2001     | Bella Cup Toruń, Польща       | Ґрунт    | Домініка Лузарова   | 6–2, 2–6, 0–6    |
| Поразка   | 5.   | 6 серпня 2001     | ITF Кендзежин-Козьле, Польща  | Ґрунт    | Павліна Шлітрова    | 4–6, 1–6         |

### Парний розряд: 35 (22–13)
| Результат | Ранг | Дата              | Турнір                       | Покриття | Партнерка                 | Суперниці                               | Рахунок       |
| --------- | ---- | ----------------- | ---------------------------- | -------- | ------------------------- | --------------------------------------- | ------------- |
| Поразка   | 1.   | 2 жовтня 1989     | ITF Шибеник, Югославія       | Ґрунт    | Радка Бобкова             | Гелен Йонссон Малін Нільссон            | 5–7, 7–5, 4–6 |
| Поразка   | 2.   | 9 жовтня 1989     | ITF Бол, Югославія           | Ґрунт    | Радка Бобкова             | Івана Янковська Ева Меліхарова          | 3–6, 6–3, 2–6 |
| Перемога  | 1.   | 11 березня 1991   | ITF Мурсія, Іспанія          | Тверде   | Маркета Штускова          | Ева Гаслінґейс Амі Єнссон               | 6–2, 7–5      |
| Поразка   | 3.   | 30 березня 1992   | Мулен (Альє), Франція        | Ґрунт    | Ева Мартінцова            | Інгелісе Дрігейс Сімоне Шилдер          | 4–6, 5–7      |
| Перемога  | 2.   | 27 квітня 1992    | Риччоне, Італія              | Ґрунт    | Габріелла Боск'єро        | Моніка Кратохвілова Мая Палавершич      | 3–6, 6–3, 6–1 |
| Поразка   | 4.   | 6 червня 1992     | Велп, Нідерланди             | Ґрунт    | Тара Коллінз              | Лінда Німантсвердрієт Ніколетте Ройманс | 4–6, 1–6      |
| Перемога  | 3.   | 2 серпня 1993     | Старі Сплави, Чехія          | Ґрунт    | Моніка Кратохвілова       | Їндра Ґабрішова Домініка Горецька       | 4–6, 6–2, 7–5 |
| Перемога  | 4.   | 9 серпня 1993     | Мюнхен, Німеччина            | Ґрунт    | Ленка Немечкова           | Івона Хорват Мартіна Гаутова            | 2–6, 6–3, 6–2 |
| Поразка   | 5.   | 27 вересня 1993   | Кірхгайм, Австрія            | Ґрунт    | Катержина Крупова-Шишкова | Івана Янковська Ева Меліхарова          | 1–6, 7–6, 1–6 |
| Поразка   | 6.   | 30 травня 1994    | Барселона, Іспанія           | Тверде   | Еммануель Гальярді        | Крістіна Торренс-Валеро Алісія Ортуньйо | 6–3, 2–6, 2–6 |
| Перемога  | 5.   | 29 серпня 1994    | Стамбул, Туреччина           | Тверде   | Ленка Немечкова           | Карін Баккум Майке Каутстал             | 6–2, 6–3      |
| Поразка   | 7.   | 12 вересня 1994   | Софія, Болгарія              | Ґрунт    | Катержина Шишкова         | Кароліна Шнайдер Катажина Теодорович    | 1–6, 1–6      |
| Перемога  | 6.   | 20 лютого 1995    | Валенсія, Іспанія            | Ґрунт    | Катержина Шишкова         | Естефанія Боттіні Анхелес Монтоліо      | 4–6, 6–3, 7–5 |
| Поразка   | 8.   | 19 червня 1995    | Старі Сплави, Чехія          | Ґрунт    | Моніка Кратохвілова       | Міхаела Гасанова Мартіна Неделькова     | 3–6, 7–5, 5–7 |
| Перемога  | 7.   | 31 липня 1995     | Сопот (Польща), Польща       | Ґрунт    | Ленка Немечкова           | Тіна Кріжан Катаріна Студенікова        | 2–0 ret.      |
| Перемога  | 8.   | 7 жовтня 1996     | Нікосія, Кіпр                | Ґрунт    | Бланка Кумбарова          | Нора Кевеш Андреа Носай                 | 7–5, 6–2      |
| Поразка   | 9.   | 23 червня 1997    | Пльзень, Чехія               | Ґрунт    | Ева Крейчова              | Людмила Черванова Зузана Валекова       | 7–5, 1–6, 2–6 |
| Поразка   | 10.  | 14 липня 1997     | Торунь, Польща               | Ґрунт    | Ленка Захарова            | Рената Кучерова Мартина Суха            | 3–6, 3–6      |
| Перемога  | 9.   | 9 серпня 1998     | Падерборн, Німеччина         | Ґрунт    | Лінда Фалтинкова          | Естер Брунн Десислава Топалова          | 6–3, 6–2      |
| Перемога  | 10.  | 28 серпня 1998    | Супетар, Хорватія            | Ґрунт    | Ольга Виметалкова         | Бланка Кумбарова Рената Кучерова        | 6–1, 6–2      |
| Поразка   | 11.  | 12 квітня 1999    | Хвар, Хорватія               | Ґрунт    | Габріела Хмелінова        | Естер Брунн Ясмін Гальбауер             | 2–6, 3–6      |
| Перемога  | 11.  | 2 серпня 1999     | Торунь, Польща               | Ґрунт    | Габріела Хмелінова        | Патрицья Бандуровська Ванеса Краут      | 6–4, 6–3      |
| Перемога  | 12.  | 16 серпня 1999    | Валашке Мезиржичі, Чехія     | Ґрунт    | Габріела Хмелінова        | Лібуше Прушова Анна Бєлень-Жарська      | 7–5, 2–6, 6–3 |
| Перемога  | 13.  | 22 листопада 1999 | Майорка, Іспанія             | Ґрунт    | Габріела Хмелінова        | Патрісія Азнар Йоланда Клемот           | 6–0, 6–3      |
| Перемога  | 14.  | 29 листопада 1999 | Майорка, Іспанія             | Ґрунт    | Габріела Хмелінова        | Беатріс Кабрера Росендо Гелена Еєсон    | 6–0, 7–5      |
| Перемога  | 15.  | 14 лютого 2000    | Печ, Угорщина                | Ґрунт    | Бланка Кумбарова          | Кінга Берец Зузана Ондрашкова           | 7–5, 6–2      |
| Поразка   | 12.  | 3 квітня 2000     | Макарська, Хорватія          | Ґрунт    | Габріела Хмелінова        | Інґа Альберс Наташа Ґалауза             | 1–6, 2–6      |
| Поразка   | 13.  | 10 квітня 2000    | Хвар, Хорватія               | Ґрунт    | Зузана Гейдова            | Маріяна Ковачевич Мара Сантанджело      | 3–6, 6–4, 3–6 |
| Перемога  | 16.  | 2 квітня 2001     | Макарська, Хорватія          | Ґрунт    | Габріела Хмелінова        | Зузана Гейдова Мервана Югич-Салкич      | 1–6, 6–2, 6–3 |
| Перемога  | 17.  | 16 квітня 2001    | Хвар, Хорватія               | Ґрунт    | Габріела Хмелінова        | Наташа Ґалауза Лотті Селен              | 3–6, 6–1, 6–3 |
| Перемога  | 18.  | 30 квітня 2001    | Нітра, Словаччина            | Ґрунт    | Габріела Хмелінова        | Крістіна Міхалакова Катарина Кашликова  | 6–4, 6–0      |
| Перемога  | 19.  | 10 липня 2001     | Торунь, Польща               | Ґрунт    | Бланка Кумбарова          | Габріела Хмелінова Ленка Новотна        | 7–6(5), 6–3   |
| Перемога  | 20.  | 6 серпня 2001     | ITF Кендзежин-Козьле, Польща | Ґрунт    | Бланка Кумбарова          | Альона Бондаренко Валерія Бондаренко    | 6–1, 6–2      |
| Перемога  | 21.  | 19 серпня 2001    | ITF Валашке Мезиржичі, Чехія | Ґрунт    | Бланка Кумбарова          | Ізабель Коллішонн Ленка Тварошкова      | 3–6, 7–5, 6–2 |
| Перемога  | 22.  | 15 жовтня 2001    | ITF Макарська, Хорватія      | Ґрунт    | Бланка Кумбарова          | Івана Абрамович Раффаелла Бінді         | 6–4, 7–5      |